# Heinz Geisser
Heinz Geisser (* 1961 in Zürich) ist ein Schweizer Jazz- und Improvisationsmusiker (Gitarre, Schlagzeug, Perkussion).

## Leben und Wirken
Geisser studierte klassische Gitarre bei Ermano Maggini und Perkussion bei Horst Hofmann am Zürcher Musikkonservatorium. Nach dem Diplom in klassischem Gitarrenspiel begann er sich autodidaktisch mit Jazzgitarre zu beschäftigen; 1988 erschienen erste Aufnahmen mit Urs Blöchlinger. In den frühen 1990er-Jahren verlagerte er sich musikalisch mehr auf Perkussion und improvisierte Musik. In New York arbeitete er 1992 mit Mark Hennen (Piano), Jeff Hoyer (Posaune) und William Parker im Collective 4tet, mit dem Aufnahmen für Leo Records entstanden.  Im Ensemble 5, das er mit Reto Staub, Robert Morgenthaler, Fridolin Blumer und (zunächst) Vincent Daoud bildete, legte er seit 2012 acht Alben, überwiegend bei Leo Records, vor. 
Geisser arbeitete ausserdem mit Guerino Mazzola, Mathias Rissi, Sirone, Mat Maneri, Rob Brown, Arthur Brooks, Scott Fields, Stefano Leonardi, Shiro Onuma, Eiichi Hayashi, Takayuki Kato und I Wayan Sadra. Im Bereich des Jazz und der Improvisationsmusik war er zwischen 1987 und 2019 an 42 Aufnahmesessions beteiligt.

## Diskographische Hinweise
- Maze (1997), mit  Guerino Mazzola, Scott Fields und Matt Turner
- Rob Brown / Heinz Geisser / Guerino Mazzola: Orbit (Music & Arts Program of America, 1998)
- Heinz Geisser / Guerino Mazzola: Toni's Delight: Live in Seoul (Cadence Jazz Records, 1998)
- Heinz Geisser / Guerino Mazzola: Chomotomy (Black Saint, 2004)
- Heinz Geisser / Shiro Onuma: Rain of Light (Cadence Jazz Records, 2009)
- On Bashamichi Avenue (Leo, 2012), mit Eiichi Hayashi, Takayuki Kato, Yuki Saga
- Ensemble 5: Luminescence (Leo, 2020), mit Fridolin Blumer, Reto Staub, Robert Morgenthaler, Naoki Kita
- Ensemble 5: The Human Factor (ezz-thetics, 2024)